# Исходный код (фильм)
«Исхо́дный код» (англ. Source Code, МФА: [sɔːrs koʊd]) — американский технотриллер 2011 года режиссёра Данкана Джонса.
Премьера состоялась 11 марта 2011 года на фестивале SXSW.

## Сюжет
Капитан Колтер Стивенс, пилот ударного вертолёта армии США, приходит в себя в теле человека по имени Шон Фентресс внутри поезда Метра на пути в Чикаго, не понимая, как он здесь оказался. Пытаясь разобраться в происходящем, он знакомится с девушкой по имени Кристина. Однако через несколько минут чудовищный взрыв разрушает поезд.
Невредимый Стивенс пробуждается внутри закрытой капсулы, где его приветствует с экрана женщина по имени Коллин Гудвин, облаченная в военную форму. Гудвин говорит Стивенсу, что он находится внутри «Исходного кода» — программы, которая позволяет раз за разом вселяться в тело некоего человека в последние восемь минут его жизни. Днем раньше в Чикаго произошел крупный теракт — заложенная бомба уничтожила идущий поезд, убив множество пассажиров, среди которых был Шон Фентресс. Военные приказывают Стивенсу использовать восемь минут Фентресса, чтобы найти бомбу и узнать, кто ее создал. В противном случае ещё одна бомба, на этот раз грязная бомба, взорвётся где-то в центре Чикаго, после чего число жертв будет исчисляться миллионами.
Стивенс отправляется обратно в поезд, где в вентиляции над туалетом находит бомбу, активируемую сигналом сотового телефона. Бомба снова взрывается, и Стивенс возвращается в капсулу. Ему приходит в голову, что, возвращаясь на сутки назад, он может предотвратить не только второй, но и первый взрыв. Однако Гудвин и создатель программы доктор Ратледж говорят ему, что «Исходный код» — всего лишь имитация реальности, поэтому Стивенс не может изменить прошлое и спасти Кристину, в которую он влюбился. Стивенс подозревает, что Гудвин лжёт ему про два месяца подготовки в «Исходном коде» после миссии в Афганистане: он не помнит ничего из этой подготовки.
Герой фильма несколько раз отправляется в прошлое, где в конце концов обнаруживает, что террорист — американский экстремист Дерек Фрост. Стивенс сообщает Гудвин имя преступника и противостоит Фросту, не давая ему активировать вторую бомбу. Военные, получив информацию от Гудвин, захватывают Фроста и спасают Чикаго. Однако поезд всё ещё уничтожен, и Кристина по-прежнему мертва.
Исследуя аббревиатуру организации, которую он успел заметить на форме Гудвин, Стивенс обнаруживает, что его объявили погибшим на войне, а тело забрали военные. Позже Ратледж использовал  тело для реализации «Исходного кода». Стивенс, блестяще выполнивший задание, просит Гудвин о награде: прежде чем он выйдет из программы, она должна дать ему шанс спасти Кристину и пассажиров поезда. Он уверен, что может это сделать. Гудвин, в отличие от Стивенса, знает о том, что он никогда не получит свободы: тело солдата страшно изуродовано, его мозг поддерживается только системой жизнеобеспечения, и никакая медицина не сможет вернуть его к жизни. Кроме того, Стивенс — единственный человек, который сумел справиться с задачей, и военные никогда его не отпустят. Его ждет стирание памяти и новая миссия. Гудвин, сочувствующая Стивенсу, нарушает приказ Ратледжа и вновь отправляет солдата в прошлое. 
Колтер, представляясь другом Стивенса, звонит по телефону своему отцу и рассказывает, как сильно сын любил его. Минутой позже, используя информацию из предыдущих путешествий в прошлое, Стивенс обезвреживает бомбу и скручивает Фроста. Поезд спасен, но Стивенсу остается всего минута жизни. В свои последние секунды он целует Кристину. Коллин Гудвин, рискуя попасть под трибунал, выключает систему жизнеобеспечения, мозг солдата умирает, однако его разум остается в теле Шона Фентресса. Выясняется, что доктор Ратледж, которого не слушали военные, с самого начала был прав: своими действиями в прошлом Стивенс создал новую линию времени, в которой ничто не мешает его счастью с Кристиной.
В новой линии времени не было изначальных терактов, и программа «Исходный код» еще не задействована. Однако в этой реальности, отстающей на сутки от нашей, тоже существует погибший Колтер Стивенс, о котором знает здешняя Коллин Гудвин. Неожиданно она получает от Стивенса е-мейл, из которого узнает, что «Исходный код» может не только воссоздавать прошедшие события, но и влиять на них. Стивенс просит ее передать своему «второму я», когда его включат в программу, что все будет хорошо. Зная порядочность Гудвин, он не сомневается, что она все сделает верно.

## В ролях
| Актёр            | Роль                |
| ---------------- | ------------------- |
| Джейк Джилленхол | Колтер Стивенс      |
| Мишель Монаган   | Кристина Уоррен     |
| Вера Фармига     | Коллин Гудвин       |
| Джеффри Райт     | доктор Ратледж      |
| Майкл Арден      | Дерек Фрост         |
| Джо Кобден       | лабораторный техник |
| Кэс Анвар        | Хазми               |
| Рассел Питерс    | Макс Денофф         |

## Производство
Съёмки начались 1 марта 2010 года в городе Монреале и завершились 29 апреля. Некоторые сцены были сняты в городе Чикаго (Миллениум-парк), включая скульптуру Клауд-Гейт, которая появляется в начале и конце фильма; режиссёр Данкан Джонс считал её олицетворением идеи фильма.
Постпродакшн происходил в Лос-Анджелесе. В июле 2010 года для фильма создавались визуальные эффекты. Изначально Данкан Джонс планировал, что композитором фильма выступит Клинт Мэнселл, что было бы их второй совместной работой. Однако в дальнейшем его заменил Крис П. Бэйкон.

## Прокат
В Израиле, России и Украине лента вышла в прокат 31 марта 2011 года, в Великобритании, Канаде и США — 1 апреля, в Малайзии, Сингапуре и Чехии — 21 апреля.

## Критика
«Исходный код» получил весьма положительные отзывы. Rotten Tomatoes сообщает о том, что 91 % критиков дали фильму положительные рецензии. На основе 221 обзора сайт выставил картине оценку в 7,5 балла из 10 возможных. Сайт Metacritic на основе 41 обзора дал фильму 74 из 100 баллов. Критики сравнивали Исходный код с фильмом 1993 года День сурка и книгой Убийство в «Восточном экспрессе».